# فرودگاه استیجاری اکران
فرودگاه بین‌المللی اکرن فولتن (به انگلیسی: Akron Fulton International Airport) یک فرودگاه همگانی بهره‌برداری هوایی با کد یاتا AKC است که یک باند فرود آسفالت دارد و طول باند آن ۱۹۳۲ متر است. این فرودگاه در شهر اکران، اوهایو کشور ایالات متحده آمریکا قرار دارد و در ارتفاع ۳۲۵ متری از سطح دریا واقع شده‌است.